# Austromenopon bulweriae
Austromenopon bulweriae är en insektsart som beskrevs av Günter Timmermann 1963. Austromenopon bulweriae ingår i släktet Austromenopon och familjen spolätare. Inga underarter finns listade i Catalogue of Life.